# Église Saint-Laurent de Médillac
L'église Saint-Laurent est une église du XIIe siècle située à Médillac, en France.

## Localisation
L'église est située dans le département français de la Charente, sur la commune de Médillac.

## Historique
L'édifice, modifié au XVe siècle, est classé au titre des monuments historiques en 1970.